# 180-й меридиан

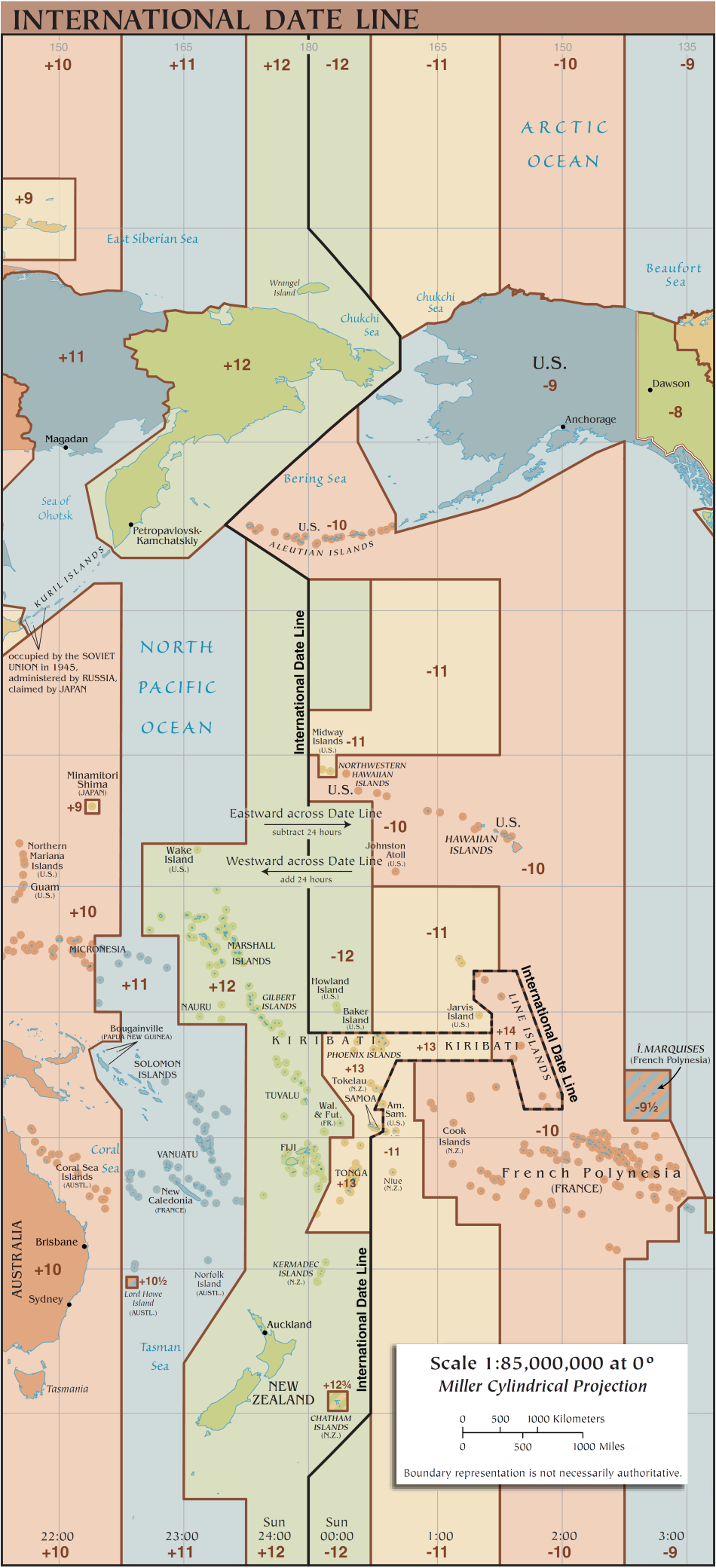

Меридиан 180° долготы — меридиан, определённый как 180° долготы. Может обозначаться как западной, так и восточной долготы. Меридиан используется как основа для 
Международной линии перемены дат, поскольку практически на всём своём протяжении проходит через нейтральные воды Тихого океана. Там, где 180-й меридиан всё же проходит через заселённые территории, линия смены дат сдвигается. Также на 180-м меридиане Солнце восходит самым первым.
Меридиан 180° долготы совместно с Гринвичским меридианом делит Землю на Восточное и Западное полушария.
Начиная с Северного полюса и в южном направлении к Южному полюсу, меридиан 180° долготы проходит через:
| Координаты ( аппроксимированные ) | Страна, территория или море | Примечания |
| --------------------------------- | --------------------------- | --- |
| 90°00′ с. ш. 180°00′ в. д.        | Северный Ледовитый океан    | |
| 71°32′ с. ш. 180°00′ в. д.        | Россия                      | Остров Врангеля |
| 70°58′ с. ш. 180°00′ в. д.        | Чукотское море              | |
| 68°59′ с. ш. 180°00′ в. д.        | Россия                      | Чукотский автономный округ |
| 65°02′ с. ш. 180°00′ в. д.        | Берингово море              | |
| 52°00′ с. ш. 180°00′ в. д.        | Амчитка-Пасс                | Проходит к востоку от острова Семисопочный, Аляска, США                                                                       |
| 51°00′ с. ш. 180°00′ в. д.        | Тихий океан                 | Проходит к востоку от атолла Нукулаэлаэ, Тувалу в · 9°23′ ю. ш. 180°00′ в. д.                                                 |
| 16°09′ ю. ш. 180°00′ в. д.        | Фиджи                       | Острова Вануа-Леву, Раби и Тавеуни                                                                                            |
| 16°59′ ю. ш. 180°00′ в. д.        | Тихий океан                 | Проходит к востоку от Моала, Фиджи · Проходит к западу от острова Тотойя, Фиджи · Проходит к востоку от острова Матуку, Фиджи |
| 60°00′ ю. ш. 180°00′ в. д.        | Южный океан                 | |
| 78°13′ ю. ш. 180°00′ в. д.        | Антарктика                  | Территория Росса, оспариваемая территория ( Новая Зеландия)                                                                   |

Меридиан 180° долготы также проходит между (но не вблизи) следующих территорий:
- острова Гилберта и острова Феникс,  Кирибати;
- Северный остров и острова Кермадек,  Новая Зеландия;
- острова Баунти и архипелаг Чатем, также  Новая Зеландия.